# Florian Kohfeldt
Florian Kohfeldt (Siegen, 5 de outubro de 1982) é um ex-futebolista e treinador de futebol alemão que atuava como goleiro. Atualmente comanda o Darmstadt.

## Carreira
Revelado pelo Jahn Delmenhorst, Kohfeldt permaneceu no clube até 2001, quando foi para o Werder Bremen, integrando a equipe Sub-21, treinada por Viktor Skrypnyk. Em 2006, passou a acumular as funções de jogador e técnico das categorias de base dos Alviverdes.
Ao descobrir que não possuía talento suficiente para seguir carreira profissional, deixou o Werder Bremen em 2009 e encerrou a carreira para estudar ciências do esporte. Em 2014, virou auxiliar-técnico do clube, permanecendo 2 anos no cargo. Foi treinador da equipe reserva até 2017, quando foi anunciado como substituto de Alexander Nouri, demitido após uma sequência de 10 jogos sem vitória, e em novembro do mesmo ano foi efetivado no comando técnico do Werder, recebendo o prêmio de Treinador do Ano da Federação Alemã de Futebol. Deixou o cargo em maio de 2021 após 143 partidas.
Em outubro do mesmo ano, foi anunciado como novo técnico do Wolfsburg, substituindo Mark van Bommel. Comandou os Lobos em 28 jogos, com 9 vitórias, 5 empates e 14 derrotas até maio de 2022, não comandando nenhuma equipe na temporada seguinte. Voltou ao futebol em julho de 2023 para treinar o Eupen, em sua primeira experiência fora da Alemanha. Comandou a equipe belga até março de 2024, vencendo 7 jogos, empatando 3 e sofrendo 21 derrotas.
Em setembro de 2024, foi anunciado como novo técnico do Darmstadt na 2. Bundesliga, sucedendo Torsten Lieberknecht.

## Títulos

### Individuais
- Prêmio de Treinador do Ano da Federação Alemã de Futebol: 2018